# Фундація Улафа Тона
Фундація Улафа Тона (норв. Olav Thon Stiftelsen) — норвезька фундація, найбільша в країні.
Заснована 10 грудня 2013  року в Осло після передачі Тоном частини акцій до Olav-Thon-Gruppe. Фундація є значним гравцем норвезької економіки та однією з найбільших власниць нерухомості в Норвегії з капіталом 25,4 млрд крон.
Окрім того, Фундація Улафа Тона надає щорічну економічну підтримку науковим проєктам у таких напрямах: математика, природничі науки та медицина. Щороку фундацією видається до десяти премій по 500 тис. крон норвезьким та іноземним вченим. А також, міжнародна премія розміром у 5 мільйонів крон.

## Лауреати
Люди, нагороджені міжнародною премією Улафа Тона з 2015 року.
- 2015: Джудіт Кампісі[en] за дослідження клітинного старіння —  процесу при якому клітина втрачає здатність до поділу при стресі.
- 2016: Жан-П'єр Шанже  за його новаторську роботу в області молекулярної біології та нейробіології.
- 2017: Jan Hoeijmakers за його роботу над репарацією ДНК.[5]
- 2018: Рііта Харі[en] з університету Аалто за дослідження мозку.[6]
- 2019: Лене Хау з Гарвардського університету, за дослідження лазера.[7]
- 2020: Вільгельм Бор Національного інститут з питань старіння[en] за дослідження відновлення ДНК.[8]